# Kanitz-Nunatak
Der Kanitz-Nunatak (bulgarisch нунатак Каниц nunatak Kaniz) ist ein über 600 m hoher Nunatak im Norden des Grahamland auf der Antarktischen Halbinsel. Auf der Trinity-Halbinsel ragt er 8,43 km südlich des Ami Boué Peak, 9,81 km ostsüdöstlich des Dabnik Peak, 6,15 km nördlich des Kain-Nunataks und 9,84 km westlich bis südlich des Theodolite Hill aus den südlichen Ausläufern des Laclavère-Plateaus auf. Das Broad Valley liegt südlich von ihm.
Deutsche und britische Wissenschaftler kartierten ihn 1996 gemeinsam. Die bulgarische Kommission für Antarktische Geographische Namen benannte ihn 2010 nach einer Ortschaft im Nordwesten Bulgariens und nach dem österreichisch-ungarischen Naturforscher Felix Philipp Kanitz (1829–1904).